# Maison à Novi Banovci
La maison à Novi Banovci (en serbe cyrillique : Кућа у Новим Бановцима ; en serbe latin : Kuća u Novim Banovcima) se trouve à Novi Banovci, dans la province de Voïvodine et dans la municipalité de Stara Pazova, en Serbie. Elle est inscrite sur la liste des monuments culturels de grande importance de la république de Serbie (identifiant no SK 1341).

## Présentation
La maison a été construite au XVIIIe siècle en tant que bâtiment destiné au fonctionnement de la Frontière militaire ; elle faisait vraisemblablement partie d'une caserne qui figurait déjà sur une carte datant de 1730 et qui se situait à l'emplacement de l'actuel Novi Banovci ; elle a pu servir de poste ou de relais postal.
Le bâtiment, situé à l'angle de deux rues est de plan rectangulaire, est une construction massive qui domine les édifices alentour. En raison de la pente du terrain, la partie sud est plus haute que la partie ouest. La maison est constituée de grandes briques enduites de plâtre ; les murs sont épais et massifs. La maison est dominée par un haut toit à quatre pans et recouvert de tuiles. Les façades sont dépourvues de décoration. La façade principale, orientée vers l'ouest, dispose de cinq fenêtres rectangulaires qui se répartissent de manière asymétrique de part et d'autre de la porte d'entrée ; la façade sud possède deux fenêtres, elles aussi rectangulaires. Sur la cour se trouve un porche avec des colonnes en bois.
Par son architecture, la maison est caractéristique des constructions de la Frontière.
L'édifice a été restauré en 1999.